# Ustjanka (rejon burliński)
Ustjanka (ros. Устьянка) – wieś w Rosji, w Kraju Ałtajskim, w rejonie burlińskim. W 2010 liczyła 1053 mieszkańców.